# Lover, Leaver
Lover, Leaver è un singolo del gruppo musicale statunitense Greta Van Fleet, pubblicato il 9 maggio 2019 come terzo estratto dal primo album in studio Anthem of the Peaceful Army. Il brano è stato pubblicato come "Lover, Leaver" per la radio e come singolo, nell'album di appartenenza, è pubblicato come "Lover, Leaver (Taker, Believer)", e ha una durata più lunga.

## Tracce
1. Lover, Leaver – 3:34

## Formazione
- Josh Kiszka – voce
- Jake Kiszka – chitarra
- Sam Kiszka – basso
- Danny Wagner – batteria